# Imran Gasimov
Pour les articles homonymes, voir Gasimov.
Imran Gasimov (en azéri : İmran Haşım oğlu Qasımov) , né le 25 novembre 1918 à Bakou  et mort le 20 avril 1981 à Bakou, est un  dramaturge et scénariste azerbaïdjanais, secrétaire de l'Union des écrivains d'Azerbaïdjan (1967-1981), Écrivain du peuple d'Azerbaïdjan (1979) ), lauréat du prix d'État de la RSS d'Azerbaïdjan (1980) et de l'Ordre de Lénine (1978).

## Études et carrière
Imran Gasimov obtient  son Certificat d'études secondaires en 1934.  Il étudié à la Faculté de philologie de l'Université d'État d'Azerbaïdjan, puis au cours de scénaristes à Moscou. Après le retour dans son pays natal, il est premier vice-président du comité de la cinématographie auprès du Conseil des ministres de la RSS d'Azerbaïdjan, rédacteur en chef du magazine Literaturniy Azerbaïdjan et premier secrétaire de l'Union des écrivains d'Azerbaïdjan de 1975 à la fin de sa vie (1981).
Imran Gasimov est l'un des écrivains qui ont apporté une contribution importante au développement de la littérature azerbaïdjanaise. Il possède un riche héritage littéraire et artistique en tant que prosateur, dramaturge et scénariste.

## Œuvre
Le roman Sur les rives lointaines, écrit avec l'écrivain Hasan Seyidbeyli, est l'une des œuvres les plus populaires de l'époque. Il est consacré à l’héroїsme de l’éclaireur et partisan azerbaïdjanais Mehdi Huseynzadé.
Le thème de la mer occupe une place particulière dans son œuvre : 
- L'épopée des pétroliers de la Caspienne
- La mer aime les braves  (avec H. Seyidbeyli)
- L'homme s’installe
- Rêve
- L'aube sur la mer Caspienne et d'autres[2].

## Scénarios pour les films
- Son grand cœur  (1959)
- Le vrai ami (1960)
- L'homme jette une ancre (1968)
- Le conte des pétroliers de la Caspienne (1953) (avec R. L. Carmen)
- Les conquérants de la mer (1959) (avec R. L. Carmen)
- Sur les rives lointaines (1958, avec G. Seidbeyli)
- Notre rue (1962)
- Nouvelle Sommet (dans le film Qui nous aimons, 1966)
- Brejnev à Bakou (1980)

## Distinctions
- Écrivain du peuple
- Prix d'État d'Azerbaïdjan
- Ordre de Lénine
- Bannière rouge du travail
- Insigne d'honneur[3].